# Dom Mintoff
Dominic „Dom” Mintoff (ur. 6 sierpnia 1916 w Bormli, zm. 20 sierpnia 2012 w Tarxien) – maltański polityk, w latach 1949–1984 lider Partii Pracy, deputowany, wicepremier i minister w różnych resortach, premier Malty podczas rządów brytyjskich (1955–1958) oraz po uzyskaniu przez Maltę niepodległości (1971–1984).

## Życiorys
W 1937 został absolwentem Uniwersytetu Maltańskiego (B.Sc.). W 1939 uzyskał dyplom inżyniera. Dzięki otrzymanemu stypendium kontynuował naukę na Uniwersytecie Oksfordzkim, gdzie uzyskał magisterium z inżynierii. W latach 1936–1937 był sekretarzem generalnym laburzystów. Na początku lat 40. pracował w Wielkiej Brytanii jako inżynier budownictwa lądowego, a od 1943 na Malcie wykonywał zawód architekta.
W 1947 wszedł w skład maltańskiego parlamentu. Objął stanowiska wicepremiera oraz ministra do spraw robót publicznych i odbudowy, rezygnując z nich w 1949. W tym samym roku został liderem zreorganizowanej Partii Pracy, którą odtąd kierował przez 35 lat. W marcu 1955 został premierem Malty, pełniąc tę funkcję do kwietnia 1958. W tych samych latach był również ministrem finansów. Po ustąpieniu stanął na czele maltańskiego ruchu niepodległościowego. W 1962 wybrany na deputowanego do Izby Reprezentantów, mandat poselski odnawiał w siedmiu kolejnych wyborach.
Od 1962 lider opozycji. W 1971 laburzyści wygrali kolejne wybory, w czerwcu tegoż roku Dom Mintoff powrócił na urząd premiera, sprawując go do grudnia 1984. W swoich gabinetach był również ministrem spraw zagranicznych (1971–1981) oraz ministrem spraw wewnętrznych (1983–1984).
W okresie jego rządów Malta, która uzyskała niepodległość w 1964, przekształciła się w 1974 w republikę. W 1979 Maltę ostatecznie opuściła Royal Navy. Za jego czasów jako premiera doszło też do istotnego rozwoju gospodarczego państwa. Na początku lat 80. przeprowadzono nacjonalizację sektora bankowego, telekomunikacyjnego oraz transportu, a w 1983 nastąpiło uwłaszczenie własności kościelnej. Polityka Doma Mintoffa budziła również kontrowersje, dotyczyło to w szczególności bliskiej współpracy z dyktatorem Libii Mu’ammarem al-Kaddafim, skutkującego wsparciem maltańskiego rządu w okresie sporu z Wielką Brytanią. W 1979 doszło do poważnych aktów przemocy; podpalono biura dziennika „The Times”, splądrowano rezydencję lidera opozycji i pobito jego żonę. Sprawcy tych wydarzeń nie zostali nigdy oskarżeni.
W 1981 Partia Pracy zdobyła ponownie większość mandatów, choć to Partia Narodowa otrzymała więcej głosów. Doprowadziło to do kilkuletniego kryzysu politycznego; w jego trakcie premier doprowadził do czasowego zawieszenia sądu konstytucyjnego. Dom Mintoff zdecydował się po tych wyborach nadal kierować maltańskim gabinetem. W 1982 z jego inicjatywy na przyszłego lidera partii wyznaczony został Karmenu Mifsud Bonnici. W 1984 ostatecznie oddał przywództwo w ugrupowaniu, w grudniu tegoż roku zakończył też sprawowanie urzędu premiera. Do 1998 pozostał członkiem maltańskiego parlamentu.

## Życie prywatne
Był żonaty z Moyrą de Vere Bentinck, z którą miał dwie córki.